# 屋久杉

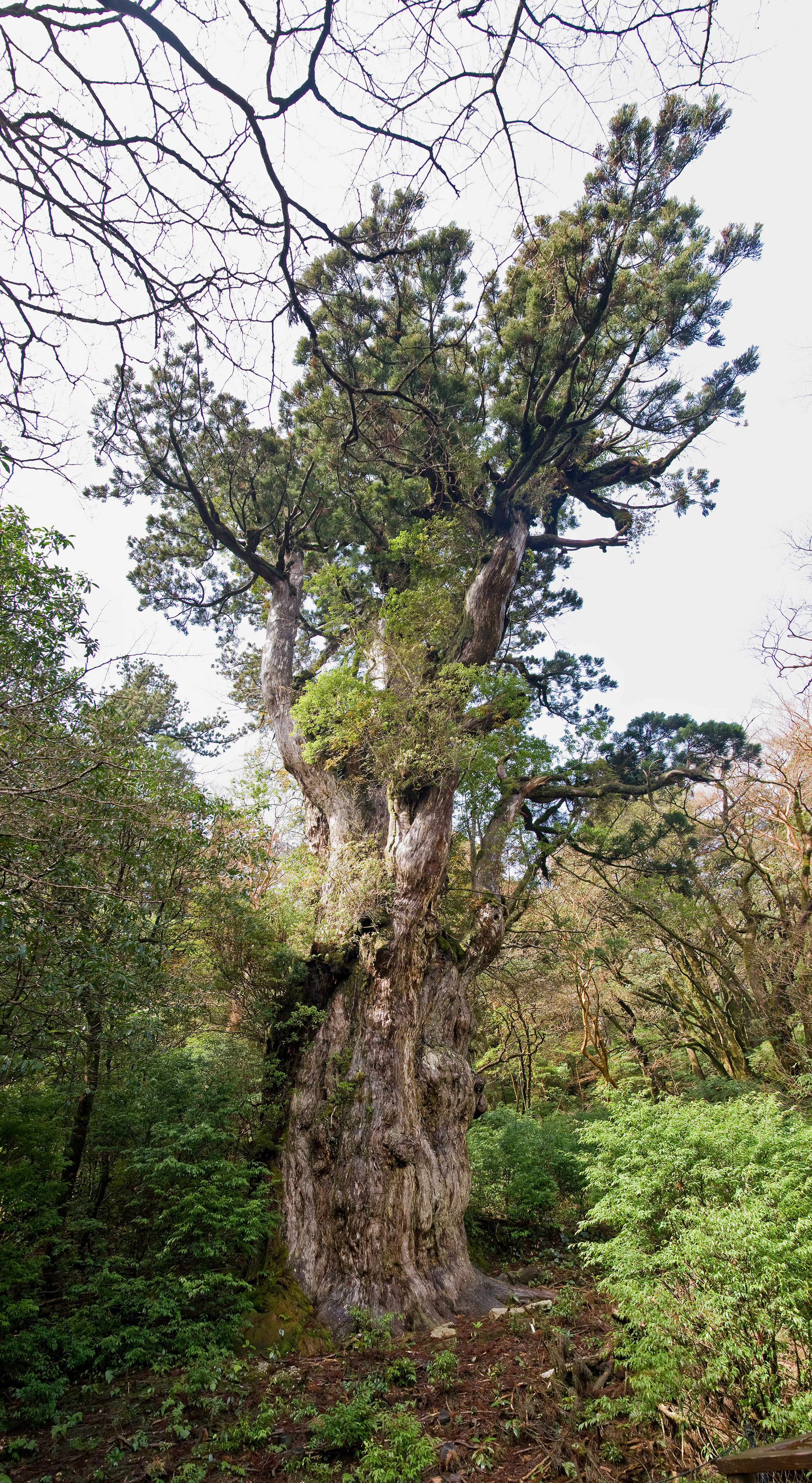
屋久杉の代表格である縄文杉

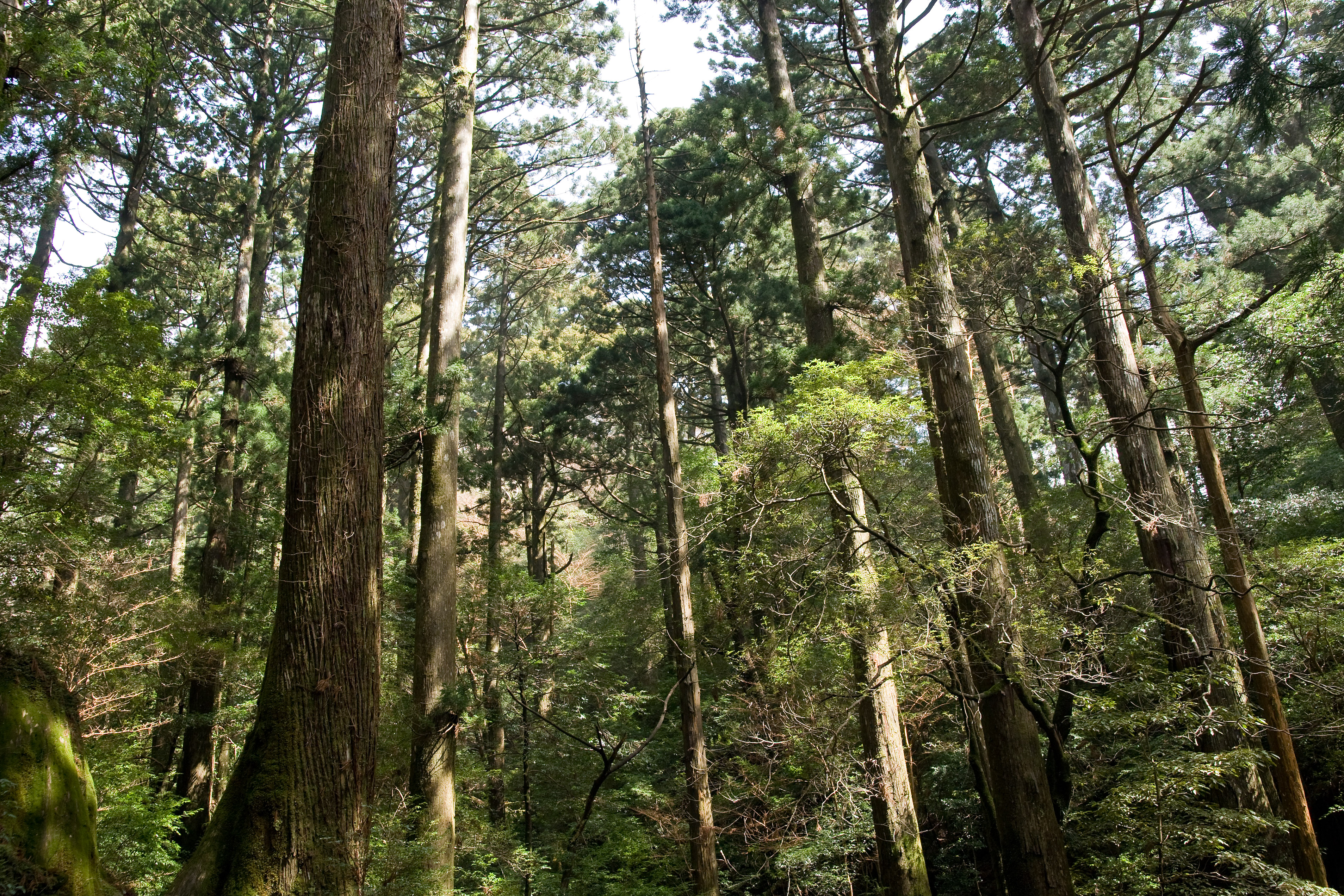
ウィルソン株付近の屋久杉林

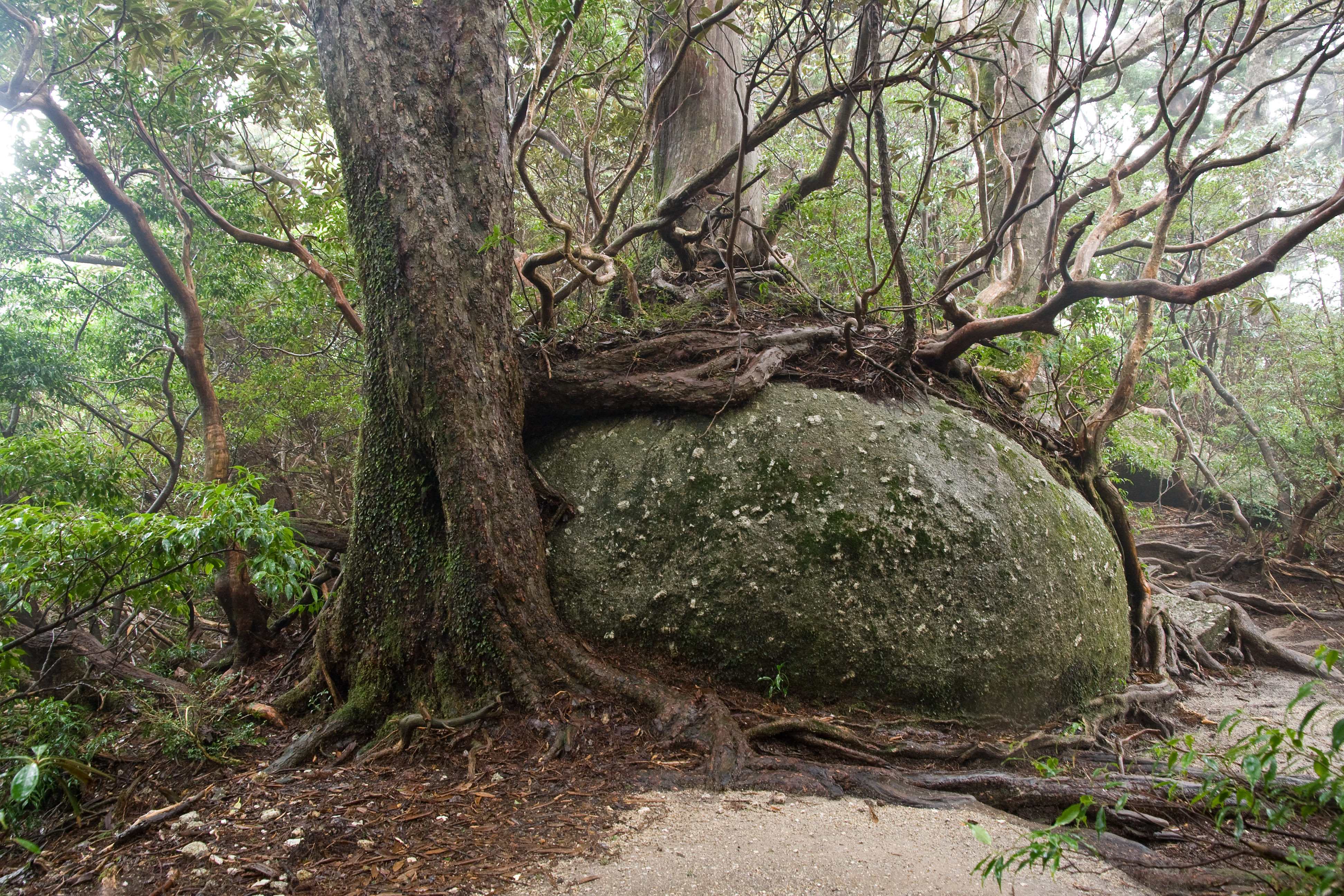
屋久島の樹木はこのような栄養の少ない花崗岩の上に生えるため、成長が遅い

屋久杉（やくすぎ）は、屋久島の標高500メートル以上の山地に自生するスギ。狭義には、このうち樹齢1000年以上のものを指し、樹齢1000年未満のものは「小杉（こすぎ）」と呼ぶ。また屋久島で植林された杉を「地杉（じすぎ）」と呼ぶが、樹齢100年以内の小杉を指す語としても用いられる。このように使い分けて呼ぶのは、主に地元で昔から生活に密着した材料であったためである。工芸品でも有名とされる。

## 概要
一般に、杉の樹齢は長くても500年程度であるが、屋久杉は桁外れに長い。栄養の少ない花崗岩の島に生える屋久杉は成長が遅く木目（年輪）が詰まっており、降雨が多く湿度が高いため、抗菌作用のある樹脂分が多く腐りにくい特徴を持つ。そのため樹木の寿命が長いといわれ、樹齢2000年以上の大木が多い。これまで確認されているなかで最大の幹周り16.4mを持つ樹齢2000年から7200年ともいわれる縄文杉、紀元杉やウィルソン株が有名である。縄文杉に至る標高約1000メートルにあった「翁杉（おきなすぎ）」と呼ぶ樹齢約2000年とされた杉が2010年9月10日地上約3メートルの高さ部分で折れ倒木として確認された。樹高23.7メートル、幹廻り12.6メートルで縄文杉に次ぐ太さで枯死していない屋久杉であったが、倒木後は一部に空洞もみつかった。屋久杉の驚異的な樹齢については、長寿で知られるセコイア等でも1,000年程度と他の樹種の高齢樹と比べても隔絶したものであるため、かつてはとくに海外の学者からは疑問を呈されることも多かった。(その後、世界各地で様々な樹種で高齢樹が見つかっている｡）これらの樹齢は、かつては太さから推定されたものであったため、複数の樹が癒着した合体木ではないかと見る向きもあった。同じ木からの複数の落ち枝が苗木のように育って合体木になっている可能性もあるため、同じ遺伝子であっても太さだけで樹齢を確定できないが、現在では放射線年代測定によれば2000年以上の木があることが確認されている。一方、屋久島の近隣の薩摩硫黄島付近では6300年ほど前、鬼界カルデラを形成することになる巨大噴火が発生した。噴出した火山灰「鬼界アカホヤ火山灰」は東北地方にまで達し、発生した火砕流は海を越えて屋久島の大部分を覆ったとされており、したがって、実際には6,300年を超える樹齢の杉が存在する可能性は薄い。
「地杉」として新たに植えられる杉は島内の杉から採苗した苗木が用いられるため、遺伝的には「屋久杉」と「地杉」を区別できない。しかし、地杉は屋久杉と比べて木目の幅が明らかに広く、木材の「屋久杉」と「屋久島地杉」は別種の商品として取引される。

## 伐採
1560年頃大隅正八幡宮（鹿児島神宮）の改築にあたって屋久島からスギ・ヒノキ材が運ばれたことが同神宮の石碑に記されている。これが記録に残る初の屋久杉の伐採利用である。
また1587年の九州制圧後、石田三成が島津義久に命じて屋久島の木材資源量の調査を行っており、1590年頃に小豆島の大型船11隻が京都方広寺大仏殿（京の大仏）造営のための屋久杉材を大阪へ運んだとされる。ウィルソン株はその切り株とされる。
江戸時代に入り、屋久島出身で薩摩藩に仕えていた日蓮宗の僧で儒学者の泊如竹が屋久島の島民の貧困を目にして屋久杉の伐採を島津家に献策したとされ、1640年頃から山岳部奥地の本格的な伐採が始まった。
屋久杉は船材・建築材など様々な形で製品化されたが、多くは平木と呼ばれる屋根材に加工され、出荷された。屋久杉は薩摩藩により専売制のもとにおかれて販売が独占された。島民は薩摩藩に年貢として主に平木を納め、またそれ以外の様々な産物も平木に換算して石高が計算され、いわば「平木本位制」ともいうべき経済統制がおこなわれた。
また、年貢の割り当て分以外の屋久杉は、米その他の品物と交換される形で薩摩藩に買い上げられ、島民の収益となった。
明治時代、1873年の地租改正で島の90%以上が国有地とされ、島民による伐採が制限された。島民は薪を集めることも、炭を作ることもできず、調理・暖房のための燃料を得ることにも苦労することになり、これを不服として屋久島島民らが1899 年から 1920 年までの間、共有林の返還を訴え続け、いくつかの訴訟を起こしたが敗訴した。しかしこれによる島の経済的困窮が問題となり、1921年に山林局鹿児島大林区署によって俗に「屋久島憲法」と呼ばれる「屋久島国有林経営の大綱」が発令された。大綱の内容は次の4点。
1. 前岳部分を地元利益になるよう取り扱う
2. 薪炭林利用を可能にする
3. 伐採・造林には地元就業を誘導しトリモチ原木（ヤマグルマ）供給に努める
4. 国が林道建設と屋久島一周道路の費用負担をする

住民利用も一部認められることになったが、一方で、判決では島の大部分の国有林化が決定し、屋久杉伐採は本格的に開始される。
1970年頃から自然保護運動の一つとして屋久杉の保護運動が始まり、各種保護施策がとられるようになってきた。1993年に屋久島が世界遺産に認定されたことをきっかけに屋久杉の伐採に制限が設けられ、2001年には保護区以外の伐採可能な立木も切り尽くし、伐採が終了した。その後は過去の切り株や台風などによる倒木のみ、年に数回鹿児島本土に運び出され入札権を持っている業者だけが買うことを許されていたが、2019年土埋木の搬出も禁止され、同年3月の競りが最後となった。

### 土埋木
天然スギの伐採が1982年以降の屋久杉の保全を方針とする第4次地域施業計画によって樹齢1,000年を超える木の伐採が禁止された以後、土産物などの加工に使われている屋久杉は土埋木（どまいぼく）と呼ばれる物である。これは伐採の跡の切り株や台風などで倒れた倒木で以前は枯損木と呼ばれていた。

## 著名な屋久杉
- 縄文杉 - 大株歩道沿いにある。1966年発見。幹周：16.4m、樹高：25.3m、樹齢：推定2,000年〜7,200年
- 大王杉 - 縄文杉登山ルート大株歩道沿いにある。幹周：11.1m、樹高：24.7m、樹齢：推定3,000年
- 弥生杉 - 白谷雲水峡・弥生杉コースにある。幹周：8.1m、樹高：26.1m、樹齢：推定3,000年。2024年8月に発生した台風10号により幹折れした[13][14][15]。自然の変化を後世に伝える環境教育などに役立てるため、現状のまま保存する方針である[16]。
- 紀元杉 - 安房林道沿いにある。幹周：8.1m、樹高：19.5m、樹齢：推定3,000年
- 大和杉 - 幹周：10.2m、樹高：34.9m、樹齢：推定3,000〜4,000年
- 万代杉 - 幹周：8.6m、樹高：13.2m、樹齢：推定3,000
- 夫婦杉 - 縄文杉登山ルート大株歩道沿いにある。幹周：5.8m(妻)・10.9m(夫)、樹高：25.5m（妻）・22.9m（夫）、樹齢：推定1500年（妻）・2000年（夫）
- ウィルソン株 - 縄文杉登山ルート大株歩道沿いにある。幹周：13.8m、樹高：推定42m、樹齢：推定2,000年余
- 三代杉 - 樹高：38.4m
- 仏陀杉 - ヤクスギランド50分コース沿いにある。幹周：8.0m、樹高：21.5m、樹齢：推定1,800年
- ひげ長老 - ヤクスギランド150分コース沿いにある。幹周：9.5m、樹高：32.0m
- 三本足杉 - 白谷雲水峡・奉行杉コースにある。幹周：3.9m、樹高：25.0m
- 天柱杉 - 樹高：33.8m
- 大和杉 - 幹周：16.73m
- 奉行杉
- 中州杉 - 幹周：10.4m、樹高：35m。2017年、NHKの番組で発見。
- 天空杉 - 幹周：12.43m、樹高：45m。2017年、NHKの番組で発見。天空谷にあり、樹頂が龍の頭のようになっている。